# Jim Jones (rapper)
Joseph Guillermo Jones II, spíše známý jako Jim Jones je americký rapper a spoluzakladatel skupiny The Diplomats. Pod pseudonymem CAPO režíruje hudební klipy pro umělce jako jsou: Cam'ron, Remy Ma a State Property. Dále je zakladatelem skupiny ByrdGang (2006), spoluzakladatelem labelu Splash Records a vlastníkem freestylového týmu v inline bruslení nazvaném Dipskate.

## Diskografie

### Studiová alba
| Rok  | Album                                                                                                   | Nejvyšší umístění v hitparádě | Nejvyšší umístění v hitparádě | Nejvyšší umístění v hitparádě | Ocenění |
| Rok  | Album                                                                                                   | US 200                        | US Hip-Hop                    | US Rap                        | Ocenění |
| ---- | --- | ----------------------------- | ----------------------------- | ----------------------------- | ------- |
| 2004 | On My Way to Church - Vydáno: 24. srpna 2004 - Vydavatel: Diplomat / KOCH                               | 18                            | 4                             | 3                             | US: /   |
| 2005 | Harlem: Diary of a Summer - Vydáno: 23. srpna 2005 - Vydavatel: Diplomat / KOCH                         | 5                             | 1                             | 1                             | US: /   |
| 2006 | Hustler's P.O.M.E. (Product of My Environment) - Vydáno: 7. listopadu 2006 - Vydavatel: Diplomat / KOCH | 6                             | 1                             | 1                             | US: /   |
| 2008 | Harlem's American Gangster - Vydáno: 19. únor 2008 - Vydavatel: Diplomat / KOCH                         | 19                            | 3                             | 1                             | US: /   |
| 2009 | Pray IV Reign - Vydáno: 24. března 2009 - Vydavatel: E1 / Columbia                                      | 9                             | 2                             | 1                             | US: /   |
| 2011 | Capo - Vydáno: 5. dubna 2011 - Vydavatel: Diplomat / E1                                                 | 20                            | 5                             | 2                             | US: /   |
| 2018 | Wasted Talent - Vydáno: 13. dubna 2018 - Vydavatel: Vamplife / Empire                                   | 131                           | —                             | —                             | US: /   |
| 2019 | El Capo - Vydáno: 31. května 2019 - Vydavatel: Vamplife / Empire                                        | 114                           | —                             | —                             | US: /   |

### Kompilace
| Rok  | Album                                                                          | Nejvyšší umístění v hitparádě | Nejvyšší umístění v hitparádě | Ocenění |
| Rok  | Album                                                                          | Independent                   | US Hip-Hop                    | Ocenění |
| ---- | ------------------------------------------------------------------------------ | ----------------------------- | ----------------------------- | ------- |
| 2006 | A Dipset X-Mas - Vydáno: 5. prosince 2006 - Vydavatel: Diplomat / KOCH         | 28                            | 64                            | US: /   |
| 2008 | A Tribute to Bad Santa - Vydáno: 25. listopadu 2008 - Vydavatel: Splash / KOCH | -                             | -                             | US: /   |

### Spolupráce
| Rok  | Album                                                                       | Spolupráce s: | Nejvyšší umístění v hitparádě | Nejvyšší umístění v hitparádě | Nejvyšší umístění v hitparádě |
| Rok  | Album                                                                       | Spolupráce s: | US 200                        | US Hip-Hop                    | US Rap                        |
| ---- | --------------------------------------------------------------------------- | ------------- | ----------------------------- | ----------------------------- | ----------------------------- |
| 2008 | M.O.B.: The Album - Vydáno: 1. července 2008 - Vydavatel: ByrdGang / Asylum | ByrdGang      | 29                            | 6                             | 5                             |
| 2009 | The Rooftop - Vydáno: 6. října 2009 - Vydavatel: E1 Music / Splash          | DJ Webstar    | -                             | -                             | -                             |

### EP
- 2013 – We Own the Night
- 2015 – We Own the Night Pt. 2: Memoirs of a Hustler

### Mixtapy
- 2002 – Ryder Muzik
- 2004 – Ambitionz Of A Gangsta
- 2005 – City of God
- 2006 – Jim Jones presents: M.O.B.
- 2006 – The Seven Day Theory
- 2007 – The Jim Jones Chronicles
- 2007 – Members of ByrdGang 2
- 2008 – Street Religion
- 2008 – ByrdGang presents: G.I. Jones
- 2009 – Jockin' Jim Jones
- 2009 – Pray IV Reign: The Mixtape
- 2009 – Street Religion (Heron 3:16)
- 2010 – Ghost of Rich Porter
- 2010 – Capo Life
- 2011 – Vampire Life: We Own the Night
- 2012 – Vampire Life 2: F.E.A.S.T. The Last Supper
- 2013 – Vampire Life 3
- 2015 – Miami Vampin
- 2016 – The Kitchen

### Úspěšné singly
- 2005 – Baby Girl (ft. Max B)
- 2006 – We Fly High
- 2008 – Pop Champagne (ft. Ron Browz & Juelz Santana)
- 2009 – Dancin' On Me (ft. DJ Webstar & Juelz Santana)